# Glycosmis macrocarpa
Glycosmis macrocarpa är en vinruteväxtart som beskrevs av Robert Wight. Glycosmis macrocarpa ingår i släktet Glycosmis och familjen vinruteväxter. Inga underarter finns listade i Catalogue of Life.